# Singulari quadam
La Singulari quadam è l'ultima enciclica di san Pio X.
Con essa, datata 24 settembre 1912, papa Sarto prende posizione sulle dispute che s'agitavano tra i cattolici tedeschi circa il carattere confessionale o no dei sindacati operai.